# Olof Sandberg (lagman)
Olof Sandberg, född 24 september 1643 i Dalstorps församling, Älvsborgs län, död 17 mars 1718 i Örtomta församling, Östergötlands län, var en svensk lagman.

## Biografi
Sandberg föddes 1643 på Långaryd i Dalstorps församling. Han var son till häradshövdingen Anders Larsson och Elisabet Olofsdotter. Sandberg blev 28 september 1664 student vid Uppsala universitet och blev sedan vice notarie i Göta hovrätt. Han blev 30 april 1684 ordinarie notarie vid hovrätten och 30 december 1686 notarius publicus.
Han blev sekreterare i hovrätten 26 mars 1697 och assessor i hovrätten 6 maj 1700. Sandberg var lagman i Värmlands lagsaga från 30 mars 1713 till 2 oktober 1716. Han adlades med namnet Sandberg november 1714 och sönerna introducerades 1719 som nummer 1486. Sandberg avled 1718 på Svenneby i Örtomta församling och begravdes 7 april samma år.

### Familj
Sandberg gifte sig första gången 16 juli 1675 med Anna Catharina Hylteni (1646–1695). Hon var dotter till kyrkoherden Andreas Jonæ Hyltenius och Anna Joensdotter Gahm i Ölmstads församling. De fick tillsammans barnen Anna Catharina Sandberg (1677–1734) som var gift med krigskommissarien Anders Frigell, Andreas Sandberg (1678–1678), regeringsrådet Olof Sandberg (1679–1750), häradshövdingen Lars Sandberg (1681–1721), Andreas Sandberg (1683–1684), Beata Elisabet Sandberg (1684–1754) som var gift med överstelöjtnanten Lars Roxendorff, Helena Sandberg (1687–1688) och Abraham (1689–1692).
Sandberg gifte sig andra gången 30 augusti 1696 med Anna Christina Saëls (1665–1707). Hon var dotter till kanslisten Christian Johansson Saëls och Brita Larsdotter. De fick tillsammans barnen Christer Sandberg (1697–1699), Anna Birgitta Sandberg (1698–1699) och Carl Christer Sandberg (1701–1718).